# Eusebio Ríos
Eusebio Ríos Fernández (Portugalete, 30 de marzo de 1935 - Portugalete, 10 de mayo de 2008) fue un futbolista y entrenador de fútbol español, padre del exfutbolista Roberto Ríos.

## Futbolista
Tras pasar por el Galindo de Sestao, Ortuella, Arenas e Indautxu, Eusebio Ríos jugó con el Real Betis en Primera División durante 9 temporadas (de la 1958/59 a la 1965/66 y la 1967/68) en las que disputó un total de 192 encuentros y marcó 1 gol. Debutó en Primera División el 21 de septiembre de 1958 en el Sánchez Pizjuán, en el encuentro Sevilla FC 2 - Real Betis 4, el cual fue el primer partido oficial celebrado en dicho estadio.
Fue internacional con la Selección de fútbol de España en una ocasión.

## Entrenador
Tras entrenar en Segunda División al Barakaldo durante tres temporadas, desde 1972 hasta 1975, y pasar por el Real Jaén, llegó al Recreativo de Huelva, logrando en la temporada 1977/78 el primer ascenso a la Primera División en la historia del Decano del fútbol Español. Se mantuvo en el mismo durante toda la campaña 1978/79, aunque el equipo acabó en el último lugar de la clasificación.
Posteriormente, consiguió otro ascenso a Primera con el Real Valladolid en la temporada 1979/80.
A mediados de la temporada 1981/82 llegó al Real Murcia, que militaba en la Segunda División. Ascendió al equipo la campaña siguiente y permaneció en el mismo hasta 1985, convirtiéndose con 60 partidos en el entrenador que más partidos ha dirigido en Primera División al club grana.
Después de entrenar en Segunda en las temporadas 1986/87 y 1987/88 al Deportivo de La Coruña, en la 1988/89 dirigió en Primera al Real Betis Balompié, club en el que también actuó como director deportivo a mediados de los años 1990.
Entrenó al Rayo Vallecano en la temporada 1990/91 y en parte de la 1991/92.
Estuvo presente en el organigrama técnico del Athletic Club entre las temporadas 1997/98 y 2001/02.